# KDDI山口衛星通信センター

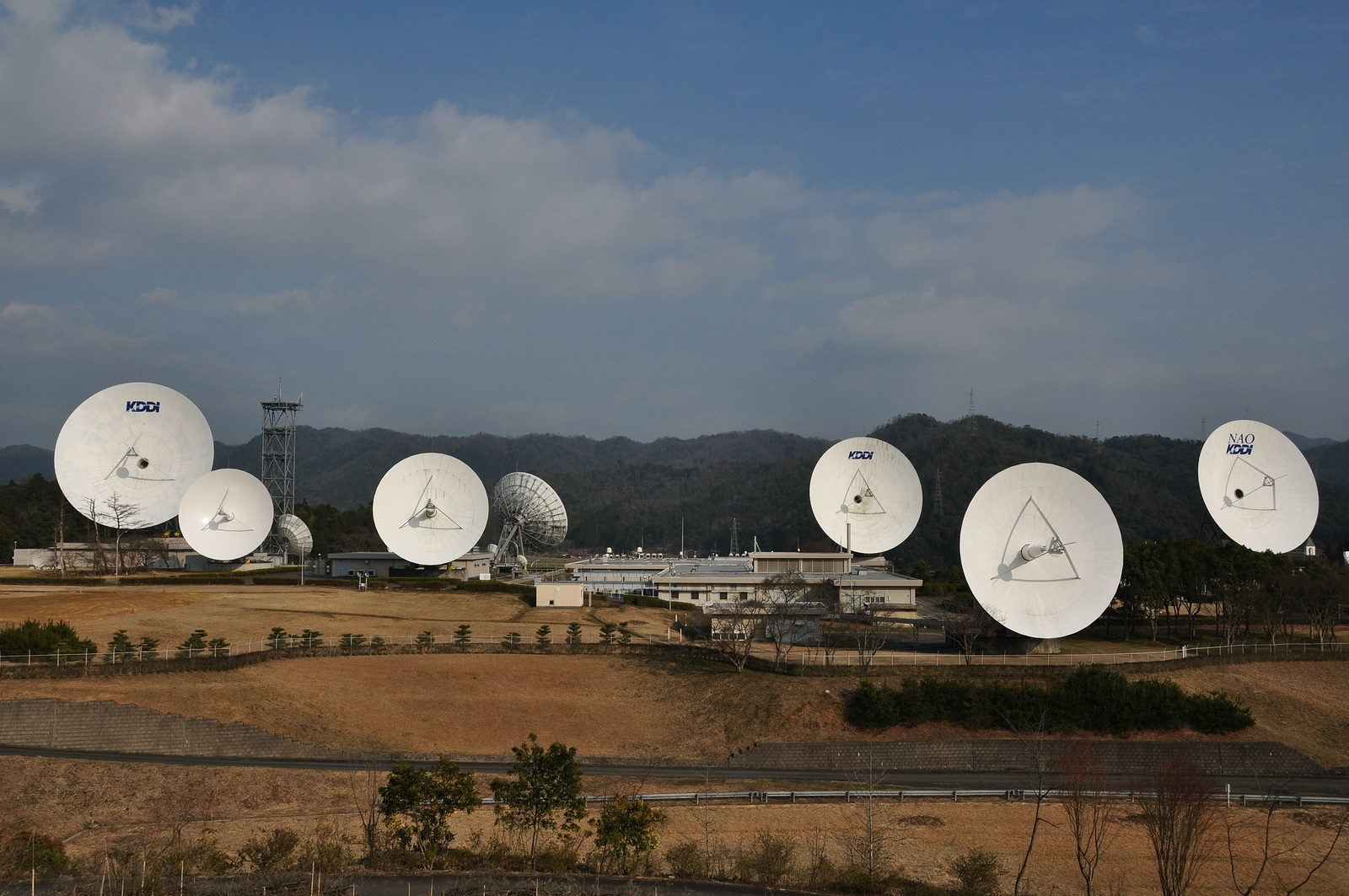
KDDI山口衛星通信センター（2009年2月）

KDDI山口衛星通信センター（ケイディディアイ やまぐちえいせいつうしんセンター）は山口県山口市仁保中郷にある、大手通信会社KDDI唯一の衛星通信施設。また、日本最大の衛星通信施設である。
衛星通信関連の各種文献では「山口衛星地球局」と表現されていることが多い。

## 概要
敷地には、国際通信用の衛星インテルサット・インマルサットとの交信用のパラボラアンテナが約20基並ぶ。
インテルサットはヨーロッパ大陸及びインド洋向けとアメリカ州及び太平洋向けの2方向の国際通信、インマルサットは船舶通信を主目的とする移動体通信とインターネット通信を目的としている。日本放送協会（NHK）のテレビ国際放送2波（NHKワールドTV・NHKワールド・プレミアム）もここから全世界に向けて送出される。
最大のものは直径34mで、これは衛星通信用パラボラアンテナとしては日本一の大きさである。
また、KDDIから国立天文台に譲渡された直径32mの電波望遠鏡が存在し、中国地方唯一の電波望遠鏡として、地元の山口大学と共同で宇宙電波観測に用いられている。
敷地の一角には、1982年12月に開業した本センターや衛星通信の様子を紹介する見学施設「KDDIパラボラ館」が併設されており、随時見学が可能。通信衛星地上管制局の指令通信アンテナが多数置かれているという保安上の理由から、関係者以外はこのパラボラ館以外の場所に入ることができない。

## テレビ放送への影響
山口市には、本センターと同様の衛星通信施設として、スカパーJSATがSUPERBIRDの地上局（スーパーバード山口ネットワーク管制センター）を市中心部に近い市内荻町に、自治体衛星通信機構(LASCOM)の地上局（山口管制局、第1・2世代方式の副管制局）、ARUJI山口テレポートセンター（仮称）、ソフトバンク上山口衛星通信局を市内宮野上にそれぞれ設けている。
電波法第56条の規定により、山口市内では、これらの施設の運用を妨げる電波を出すことが禁じられている。
前述の事情から、テレビ放送については、親局である大平山 (防府市)の山口市向け出力を上げることが困難である。そのため、山口市内では鴻ノ峰中継局からの電波を直接受信するか、ケーブルテレビを視聴する世帯が多い。

## 歴史
旧国際電信電話（KDD）時代の1969年5月に、『KDD山口衛星通信所』として開設された。
旧KDDの衛星通信施設としては1963年11月に開設・1966年12月に運用開始した『KDDI茨城衛星通信センター』（茨城県高萩市・日立市）があったが、そこは元々日米間の通信を行うために太平洋上の通信衛星向けに設置された地上基地であり、ヨーロッパ・アフリカ・西アジア向けの衛星通信を行うためのインド洋上（東経60度付近）に浮かぶ静止衛星との交信が出来ない位置にあった。これに伴い、日本でインド洋上の衛星との交信が出来る最東端であり、台風の来襲が少なく、地震が比較的少ない山口市に設置された経緯がある。ちなみに本センターからでも、太平洋上の静止衛星との交信は可能であり、南極の昭和基地と直通回線を結んでいる。
その後、通信業界の再編などにより、KDDがKDDIになるなどの歴史を経て、2002年に現名称に改称された。
KDDIは2006年度末で茨城衛星通信センターの運用を終了、山口に衛星通信施設を集約させたため、さらに重要度が増すことが予想される。
- 1967年（昭和42年）

12月：インド洋地域のインテルサット地球局として建設開始する。
- 1969年（昭和44年）

5月：山口衛星通信所開所
7月：国際通信用第1アンテナ（直径27.5m）運用開始
日英間初となる英国皇太子立太子礼の模様をテレビ中継、アポロ11号月面着陸の模様をヨーロッパ諸国へテレビ中継伝送する。
8月：英国との間に電話3回線を開設、海外研修生の受け入れ開始する。
- 1971年（昭和46年）

3月：テレビ標準方式変換装置を開発、運用開始する。
9月：昭和天皇・皇后の訪欧の模様をテレビ中継する。
- 1972年（昭和47年）

1月：札幌冬季オリンピック大会をアジア、ヨーロッパ諸国へテレビ中継伝送する。
8月：ミュンヘンオリンピックをテレビ中継する。
- 1978年（昭和53年）

11月：インド洋海域の船舶との海事衛星通信業務を開始、インド洋向け海事衛星通信用第1アンテナ（直径13m）運用開始する。
- 1979年（昭和54年）

南極昭和基地からテレビ中継
- 1980年（昭和55年）

1月：インテルサット衛星の追跡、管制、試験業務を開始する。（インテルサットから職員の派遣）
10月：国際通信用第2アンテナ（直径34m）運用開始する。
- 1981年（昭和56年）

5月：ガスタービン式非常用自家発電装置を設置する。
8月：第1アンテナと第2アンテナによる2衛星運用を開始する。
- 1982年（昭和57年）

2月：インド洋海域の船舶へ回線割り当て業務を開始する。
12月：パラボラ館オープン
- 1984年（昭和59年）

9月：山口＝東京間の国内デジタル伝送路（NTT）の運用開始する。
10月：打ち上げに失敗した衛星の回収に協力する。（ヒューズ社から感謝状）
- 1985年（昭和60年）

2月：国際通信用第1アンテナに代わり、国際通信用第3アンテナ（直径34m）運用開始する。
8月：時分割多元接続衛星通信回線（TDMA）の基準監視局となる。
- 1986年（昭和61年）

12月：国際通信用第1アンテナ撤去、主反射鏡を東京電気通信大学へ寄贈する。
- 1987年（昭和62年）

8月：パラボラ館来館者50万人を突破する。
- 1988年（昭和63年）

4月：パラボラ館改装、アンテナショップ開店する。
5月：世界最高峰チョモランマ山頂から登頂成功の模様をテレビ中継伝送する。
9月：ソウルオリンピック大会をテレビ中継する。（ハイビジョン方式によるテレビ中継も実施）
- 1989年（平成元年）

2月：昭和天皇大喪の礼の模様をアジア、ヨーロッパ諸国へテレビ中継伝送する。
- 1990年（平成2年）

11月：テレビ受信専用アンテナ（直径9m）運用開始する。
12月：インド洋向け海事衛星通信用第2アンテナ（直径18m）運用開始する（海事衛星通信用第1アンテナは予備に）。
- 1991年（平成3年）

7月：高円宮・同妃が来所。
8月：世界陸上東京大会をアジア、ヨーロッパ諸国へテレビ中継伝送する。
9月：インテルサット衛星の追跡、管制、試験業務を終了
11月：太平洋空域の航空機との航空衛星電話サービス開始する。太平洋向け海事衛星通信用アンテナ（直径18m）運用開始
パラボラ館来館者100万人突破
12月：太平洋海域の船舶との海事衛星通信業務を開始する。（茨城衛星通信所から移行）
- 1992年（平成4年）

2月：アルベールビル冬季オリンピックをテレビ中継
4月：山口＝大阪間の国内自営マイクロ波伝送路を運用開始する。
7月：バルセロナオリンピック大会の模様をテレビ中継
12月：インマルサット・インド洋アンテナ設備によるインド洋空域の航空衛星電話サービス業務を開始する。
- 1993年（平成5年）

4月：第4施設運用開始
6月：山口＝宮崎間の国内自営マイクロ波伝送路を運用開始する。
9月：インマルサットM/Bシステムの運用開始する。
- 1994年（平成6年）

2月：リレハンメル冬季オリンピックをテレビ中継
10月：広島アジア大会をアジア、ヨーロッパ諸国へテレビ中継伝送する。
- 1995年（平成7年）

3月：インマルサットCシステムの運用開始する。
- 1997年（平成9年）

12月：KDDと日本高速通信（テレウェイ）が合併
- 2000年（平成12年）

10月：KDD、第二電電（DDI）、日本移動通信（IDO）が合併し、KDDIが誕生する。
- 2001年（平成13年）

9月：第4アンテナ（旧インテルサット衛星用）を国立天文台へ寄贈し宇宙観測研究に活用開始
- 2003年（平成15年）

6月：109Cバンドアンテナ（9.2m）竣工
- 2005年（平成17年）

1月：パラボラ館用太陽光発電パネルを設置する。
- 2006年（平成18年）

4月：109Lバンドアンテナ（3.8m）竣工
11月：TV5アンテナ（7.2m）竣工
12月：TVRO4アンテナ（9.8m×5m）竣工
- 2007年（平成19年）

3月：茨城通信センター閉所に伴い、山口衛星通信センターが国内唯一の国際衛星通信拠点になる。
- 2008年（平成20年）

7月：山口第6施設（直径11m）竣工
- 2009年（平成21年）

3月：山口第7施設（直径18m）竣工、パラボラ館リニューアル
5月：山口衛星通信センター開所40周年
- 2010年（平成22年）

1月：船舶VSATサービス（カスタマトライアル）提供開始する。
- 2011年（平成23年）

12月：TV6、TV7アンテナ（各13m）竣工
- 2016年（平成28年）

山口第2アンテナを山口大学の宇宙観測研究に活用開始
- 2019年（平成31年）

山口衛星通信センター開所50周年